# ICC KnockOut 2000

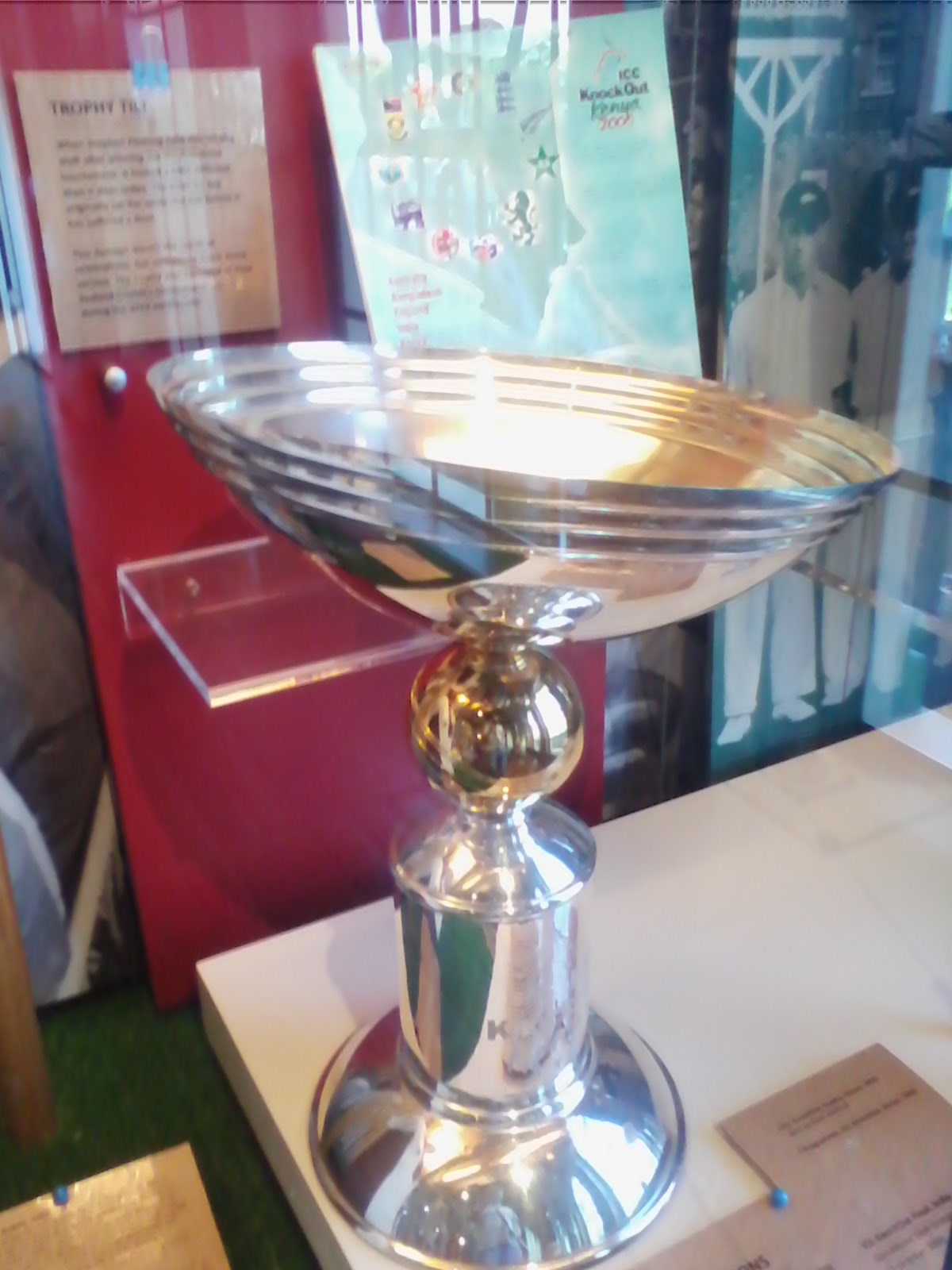
Die ICC KnockOut Trophy 2000

Die ICC KnockOut Trophy 2000 wurde vom 3. bis zum 15. November 2000 in Kenia ausgetragen. Es war die zweite Champions Trophy im ODI-Cricket, die vom Weltverband International Cricket Council (ICC) organisiert wird, und nach der ICC Trophy 1994 das zweite wichtige Cricketturnier in Kenia. Damals noch ICC KnockOut Trophy genannt, trägt das Turnier seit 2002 den Namen Champions Trophy.
Elf Cricket-Nationalmannschaften nahmen an der ICC KnockOut Trophy 2000 teil: Die damals neun Test-Cricket-Länder (Australien, England, Indien, Neuseeland, Pakistan, Simbabwe, Sri Lanka, Südafrika und die West Indies), zusammen mit dem führenden assoziierten Mitglied Bangladesch und dem Gastgeber Kenia. Da das Turnier nur aus der K.-o.-Phase bestand, mussten die sechs schlechtesten Mannschaften der ODI-Rangliste um drei Viertelfinalplätze spielen. Demzufolge trafen in den Qualifikationsspielen Kenia auf Indien, Sri Lanka auf die West Indies und Bangladesch auf England. Indien, Sri Lanka und England gewannen ihre jeweiligen Partien und sicherten sich damit ihre Viertelfinalteilnahme. Alle zehn Spiele fanden im Gymkhana Club Ground in Nairobi statt.
Die fünf besten Mannschaften des Cricket World Cup 1999 qualifizierten sich automatisch für die K.o-Phase, während die sechs schlechtesten Mannschaften des Cricket World Cup 1999 in den Qualifikationsspielen um drie drei übrigen Plätze spielten. Demzufolge erreichten Australien, Pakistan, Südafrika, Neuseeland und Simbabwe direkt das Viertelfinale, während Indien, Sri Lanka und Engeland nach Siegen in ihren jeweiligen Qualifikationsspielen gegen Kenia, die West Indies und Bangladesch das Viertelfinale erreichten. Im Finale setzte sich Neuseeland mit vier Wickets gegen Indien durch und gewann damit seinen ersten internationalen Crickettitel. Der Titelverteidiger Südafrika schied im Halbfinale aus.

## Vergabe
Der International Cricket Council vergab die KnockOut Trophy 2000 zur Förderung des dortigen Crickets an Kenia. Nach der ICC Trophy 1994 war es das zweite Cricketturnier das vollständig in Kenia ausgetragen wurde.

## Teilnehmer
Die damals neun Test-Cricket-Länder qualifizierten sich automatisch für die ICC KnockOut Trophy 2000: Australien, England, Indien, Neuseeland, Pakistan, Simbabwe, Sri Lanka und die West Indies. Außerdem qualifizierten sich Bangladesch und Kenia, die zu diesem Zeitpunkt ODI-Status besaßen, für das Turnier.

Teilnehmende Länder der ICC KnockOut 2000; insgesamt elf Teams nahmen teil.
Qualifiziert als Vollmitglied des International Cricket Council (ICC)
Qualifiziert als Mitglied des ICC mit ODI-Status
Keine Teilnahme

| Land        | Qualifikationsgrundlage | Turnierteilnahme | Letztmalige Teilnahme | Bestes Ergebnis |
| ----------- | ----------------------- | ---------------- | --------------------- | --------------- |
| Australien  | Vollmitglieder          | Zweite           | 1998                  | 8. Platz (1998) |
| England     | Vollmitglieder          | Zweite           | 1998                  | 5. Platz (1998) |
| Indien      | Vollmitglieder          | Zweite           | 1998                  | 3. Platz (1998) |
| Neuseeland  | Vollmitglieder          | Zweite           | 1998                  | 7. Platz (1998) |
| Pakistan    | Vollmitglieder          | Zweite           | 1998                  | 6. Platz (1998) |
| Simbabwe    | Vollmitglieder          | Zweite           | 1998                  | 9. Platz (1998) |
| Sri Lanka   | Vollmitglieder          | Zweite           | 1998                  | 4. Platz (1998) |
| Südafrika   | Vollmitglieder          | Zweite           | 1998                  | Sieger (1998)   |
| West Indies | Vollmitglieder          | Zweite           | 1998                  | Finalist (1998) |
| Bangladesch | ODI-Status              | Erste            | –                     | Debüt           |
| Kenia       | ODI-Status              | Erste            | –                     | Debüt           |

## Stadion
Die ICC KnockOut Trophy 2000 wurde im kenianischen Gymkhana Club Ground in Nairobi ausgetragen. Insgesamt wurden zehn Partien während der ICC KnockOut Trophy 2000 ausgetragen, darunter drei Qualifikationsspiele und die Finalrunde.
| \| Gymkhana Club Ground \| |
| ICC KnockOut 2000 (Kenia)  |
| Gymkhana Club Ground       |

| Gymkhana Club Ground |

## Format
Die ICC KnockOut Trophy 2000 wurde über 13 Tage zwischen elf verschiedenen Mannschaften über zehn Spiele ausgetragen. Sie begann am 3. Oktober 2000 im Gymkhana Club Ground in Nairobi mit dem Qualifikationsspiel zwischen dem Gastgeber Kenia und Indien. Das Turnier endete am 15. Oktober im denselben Stadion mit dem Finale zwischen Indien und Neuseeland, wobei Neuseeland die ICC KnockOut Trophy gewann.

### Spielplan
Die nachfolgende Tabelle zeigt das tägliche Programm der ICC KnockOut Trophy 2000. Dabei steht ein zyanblaues Kästchen für die Qualifikationsspiele, ein grünes Kästchen für Finalrundenspiele und ein gelbes Kästchen für das Finale.
| Finalrunde Oktober | Di. 3. | Mi. 4. | Do. 5. | Fr. 6. | Sa. 7. | So. 8. | Mo. 9. | Di. 10. | Mi. 11. | Do. 12. | Fr. 13. | Sa. 14. | So. 15. |
| ------------------ | ------ | ------ | ------ | ------ | ------ | ------ | ------ | ------- | ------- | ------- | ------- | ------- | ------- |
| Finalrunde         | 1      | 1      | 1      |        | 1      | 1      | 1      | 1       | 1       |         | 1       |         | 1       |

| Farblegende   |
| Qualifikation |
| Finalrunde    |
| Finale        |

### Qualifikationsspiele
Die Qualifikationsspiele zwischen Kenia und Indien, Sri Lanka und den West Indies sowie Bangladesch und England waren die einzigen Partien vor der Finalrunde um die letzten Plätze des Viertelfinales auszuspielen.

### Finalrunde
Ab dieser Phase nahm das Turnier ein K.-o.-System an. Jedes Spiel musste zwingend mit einem Sieg enden. Gab es nach beiden Innings keinen Sieger, wurde das Spiel durch ein Bowl-out entschieden.

## Kaderlisten
| ODI | ODI | ODI | ODI |
| Australien | Bangladesch | England | Indien |
| --- | --- | --- | --- |
| - Steve Waugh (K) - Adam Gilchrist (wk) - Michael Bevan - Jason Gillespie - Ian Harvey - Mark Higgs - Brett Lee - Shane Lee - Damien Martyn - Glenn McGrath - Ricky Ponting - Andrew Symonds - Mark Waugh - Bradley Young                                                               | - Naimur Rahman (K) - Akram Khan - Aminul Islam - Al Sahariar - Enamul Haque - Habibul Bashar - Hasibul Hossain - Javed Omar - Khaled Mashud (wk) - Manjural Islam - Mohammad Rafique - Ranjan Das - Shahriar Hossain                     | - Nasser Hussain (K) - Mark Alleyne - Andy Caddick - Mark Ealham - Andrew Flintoff - Ashley Giles - Paul Grayson - Darren Gough - Matthew Hoggard - Graeme Hick - Vikram Solanki - Alec Stewart (wk) - Marcus Trescothick - Graham Thorpe         | - Sourav Ganguly (K) - Sachin Tendulkar - Ajit Agarkar - Hemang Badani - Rahul Dravid - Vinod Kambli - Anil Kumble - Sunil Joshi - Robin Singh - Yuvraj Singh - Sridharan Sriram - Venkatesh Prasad - Vijay Dahiya (wk) - Zaheer Khan  |
| Kenia | Neuseeland | Pakistan | Simbabwe |
| - Maurice Odumbe (K) - Josephat Ababu - Jimmy Kamande - Hitesh Modi - Thomas Odoyo - Peter Ongondo - Lameck Onyango - Kennedy Otieno (wk) - Ravindu Shah - Martin Suji - Tony Suji - Mohammad Sheikh - Steve Tikolo                                                                     | - Stephen Fleming (K) - Geoff Allott - Nathan Astle - Chris Cairns - Chris Harris - Craig McMillan - Dion Nash - Chris Nevin - Adam Parore (wk) - Craig Spearman - Scott Styris - Glen Sulzberger - Roger Twose - Paul Wiseman            | - Moin Khan (K, wk) - Abdul Razzaq - Arshad Khan - Azhar Mahmood - Faisal Iqbal - Ijaz Ahmed - Imran Nazir - Inzamam-ul-Haq - Saeed Anwar - Saleem Elahi - Saqlain Mushtaq - Waqar Younis - Wasim Akram - Yousuf Youhana                          | - Heath Streak (K) - Guy Whittall - Alistair Campbell - Stuart Carlisle - Andy Flower (wk) - Grant Flower - Pommie Mbangwa - Mluleki Nkala - Henry Olonga - Gavin Rennie - Paul Strang - Mark Vermeulen - Dirk Viljoen - Craig Wishart |
| Sri Lanka | Südafrika | West Indies | |
| - Sanath Jayasuriya (K) - Marvan Atapattu - Russel Arnold - Upul Chandana - Kumar Dharmasena - Avishka Gunawardene - Mahela Jayawardene - Romesh Kaluwitharana (wk) - Muttiah Muralitharan - Kumar Sangakkara - Eric Upashantha - Chaminda Vaas - Pramodya Wickramasinghe - Nuwan Zoysa | - Shaun Pollock (K) - Shafiek Abrahams - Nicky Boje - Mark Boucher (wk) - Allan Donald - Boeta Dippenaar - Andrew Hall - Jacques Kallis - Gary Kirsten - Lance Klusener - Neil McKenzie - Makhaya Ntini - Jonty Rhodes - Roger Telemachus | - Jimmy Adams (K) - Courtney Browne (wk) - Sherwin Campbell - Mervyn Dillon - Azeemul Haniff - Wavell Hinds - Kerry Jeremy - Sylvester Joseph - Brian Lara - Nixon McLean - Marlon Samuels - Colin Stuart - Mahendra Nagamootoo - Laurie Williams | |

## Spiele
Die ICC KnockOut Trophy 2000 bestand vor allem aus der Finalrunde und alle damaligen Test-Cricket-Länder nahmen zusammen mit dem führen assoziierten Mitglied Bangladesch und dem Gastgeber Kenia am Turnier teil. Somit konnten elf Mannschaften am Turnier teilnehmen, womit sechs Mannschaften Qualifikationsspiele für die übrigen drei Plätze in der Finalrunde bestreiten mussten. Die Qualifikationsspiele wurden zwischen den sechs schlechtesten Mannschaften des Cricket World Cup 1999 ausgespielt, während sich die fünf besten Mannschaften des Cricket World Cup 1999 direkt die Finalrunde erreichten.

### Qualifikation
6 Nationen mussten zunächst eine Qualifikation für das Viertelfinale bestreiten:
| 3. Oktober Scorecard | Nairobi | Kenia 208-9 (50)             | – | Indien 209-2 (42.3) |
|                      |         | Indien gewinnt mit 8 Wickets |   |                     |

Indien gewann den Münzwurf und entschied sich als Feldmannschaft zu beginnen. Als Spieler des Spiels wurde Anil Kumble ausgezeichnet.
| 4. Oktober Scorecard | Nairobi | Sri Lanka 287-6 (50)           | – | West Indies 179 (46.3) |
|                      |         | Sri Lanka gewinnt mit 108 Runs |   |                        |

Die West Indies gewannen den Münzwurf und entschieden sich als Feldmannschaft zu beginnen. Als Spieler des Spiels wurde Avishka Gunawardene ausgezeichnet.
| 5. Oktober Scorecard | Nairobi | Bangladesch 232-8 (50)        | – | England 236-2 (43.5) |
|                      |         | England gewinnt mit 8 Wickets |   |                      |

Bangladesch gewann den Münzwurf und entschied sich als Schlagmannschaft zu beginnen. Als Spieler des Spiels wurde Alec Stewart ausgezeichnet.

### Viertelfinale
| 7. Oktober Scorecard | Nairobi | Indien 265-9 (50)          | – | Australien 245 (46.4) |
|                      |         | Indien gewinnt mit 20 Runs |   |                       |

Australien gewann den Münzwurf und entschied sich als Feldmannschaft zu beginnen. Als Spieler des Spiels wurde Yuvraj Singh ausgezeichnet.
| 8. Oktober Scorecard | Nairobi | Sri Lanka 194 (45.4)           | – | Pakistan 195-1 (43.2) |
|                      |         | Pakistan gewinnt mit 9 Wickets |   |                       |

Sri Lanka gewann den Münzwurf und entschied sich als Schlagmannschaft zu beginnen. Als Spieler des Spiels wurde Saeed Anwar ausgezeichnet.
| 9. Oktober Scorecard | Nairobi | Neuseeland 265-7 (50)          | – | Simbabwe 201 (42.2) |
|                      |         | Neuseeland gewinnt mit 64 Runs |   |                     |

Simbabwe gewann den Münzwurf und entschied sich als Feldmannschaft zu beginnen. Als Spieler des Spiels wurde Roger Twose ausgezeichnet.
| 10. Oktober Scorecard | Nairobi | England 182 (44.1)              | – | Südafrika 184-2 (39.1) |
|                       |         | Südafrika gewinnt mit 8 Wickets |   |                        |

England gewann den Münzwurf und entschied sich als Schlagmannschaft zu beginnen. Als Spieler des Spiels wurde Jacques Kallis ausgezeichnet.

### Halbfinale
| 11. Oktober Scorecard | Nairobi | Pakistan 252 (49.2)              | – | Neuseeland 255-6 (49) |
|                       |         | Neuseeland gewinnt mit 4 Wickets |   |                       |

Pakistan gewann den Münzwurf und entschied sich als Schlagmannschaft zu beginnen. Als Spieler des Spiels wurde Shayne O’Connor ausgezeichnet.
| 13. Oktober Scorecard | Nairobi | Indien 295-8 (50)          | – | Südafrika 200 (41) |
|                       |         | Indien gewinnt mit 95 Runs |   |                    |

Indien gewann den Münzwurf und entschied sich als Schlagmannschaft zu beginnen. Als Spieler des Spiels wurde Sourav Ganguly ausgezeichnet.

### Finale
| 15. Oktober Scorecard | Nairobi | Indien 264-6 (50)                | – | Neuseeland 265-6 (49.4) |
|                       |         | Neuseeland gewinnt mit 4 Wickets |   |                         |

Neuseeland gewann den Münzwurf und entschied sich als Feldmannschaft zu beginnen. Als Spieler des Spiels wurde Chris Cairns ausgezeichnet.

## Statistiken

Ergebnis der ICC KnockOut 2000:
Sieger
Finalist
Halbfinalteilnahme
Viertelfinalteilnahme
In der Qualifikation ausgeschieden
Keine Teilnahme

Während des Turniers wurden folgende Statistiken erzielt.
| ODIs             | ODIs       | ODIs    | ODIs    | ODIs    | ODIs    | ODIs    | ODIs    | ODIs    |
| Batting          | Batting    | Batting | Batting | Batting | Batting | Batting | Batting | Batting |
| Spieler          | Mannschaft | Spiele  | Innings | Runs    | Average | HS      | 100s    | 50s     |
| ---------------- | ---------- | ------- | ------- | ------- | ------- | ------- | ------- | ------- |
| Sourav Ganguly   | Indien     | 4       | 4       | 348     | 116,00  | 141*    | 2       | 1       |
| Saeed Anwar      | Pakistan   | 2       | 2       | 209     | 209,00  | 105*    | 2       | 0       |
| Roger Twose      | Neuseeland | 3       | 3       | 203     | 67,66   | 87      | 0       | 2       |
| Sachin Tendulkar | Indien     | 4       | 4       | 171     | 42,75   | 69      | 0       | 1       |
| Rahul Dravid     | Indien     | 4       | 4       | 157     | 52,33   | 68*     | 0       | 2       |
| Bowling          |            |         |         |         |         |         |         |         |
| Spieler          | Mannschaft | Spiele  | Overs   | Wickets | Average | BBI     | 5W      | 10W     |
| Venkatesh Prasad | Indien     | 4       | 32.4    | 8       | 21,37   | 3/27    | 0       | 0       |
| Azhar Mahmood    | Pakistan   | 2       | 20.0    | 7       | 16,71   | 4/65    | 0       | 0       |
| Zaheer Khan      | Indien     | 4       | 32.0    | 7       | 24,14   | 3/48    | 0       | 0       |
| Anil Kumble      | Indien     | 4       | 36.0    | 6       | 24,50   | 2/22    | 0       | 0       |
| Shayne O’Connor  | Neuseeland | 3       | 21.2    | 5       | 20,60   | 5/46    | 1       | 0       |